# 3795 Найджел
3795 Найджел (3795 Nigel) — астероїд головного поясу, відкритий 8 квітня 1986 року.
Тіссеранів параметр щодо Юпітера — 3,491.